# Monsieur Beaucaire
Monsieur Beaucaire é um filme estadunidense de 1946, do gênero comédia, dirigido por George Marshall e estrelado por Bob Hope e Joan Caulfield. Baseado no romance de mesmo nome de Booth Tarkington, é a refilmagem da película homônima estrelada por Rodolfo Valentino em 1924. O ponto alto é o falso duelo com espadas entre Hope e o vilão Joseph Schildkraut, sequência acrescentada pelo diretor Frank Tashlin após a pré-estreia.

## Sinopse
França, século 18: Beaucaire é um barbeiro da corte do rei Luís 15 que cai em desgraça e é expulso para a Espanha, país com o qual a França está à beira da guerra — e Beaucaire, disfarçado de nobre para não ser executado, é a chave para evitá-la, e para isso recebe a ajuda da bela camareira Mimi e do duque De Chandre, que o salvara da guilhotina.

## Elenco
| Ator/Atriz         | Personagem                     |
| ------------------ | ------------------------------ |
| Bob Hope           | Monsieur Beaucaire             |
| Joan Caulfield     | Mimi                           |
| Patric Knowles     | Duque De Chandre               |
| Marjorie Reynolds  | Princesa Maria de Espanha      |
| Cecil Kellaway     | Conde d'Armand                 |
| Joseph Schildkraut | Don Francisco                  |
| Reginald Owen      | Rei Luís XV                    |
| Constance Collier  | Rainha Maria de França         |
| Hillary Brooke     | Madame Pompadour               |
| Fortunio Bonanova  | Don Carlos                     |
| Douglass Dumbrille | George Washington              |
| Howard Freeman     | Filipe V                       |
| Jack Mulhall       | Guarda (não-creditado)         |
| Lane Chandler      | Ofcial francês (não-creditado) |
| Mona Maris         | Marqueza Velasquez             |